# ميغومي شيرايشي
ميغومي شيرايشي (白石めぐみ شيرايشي ميغومي) هي ملحنة يابانية ولدت في 7 يونيو 1981.

## أعمالها في السينما اليابانية
- أوزلاند: سأعلمك تعويذة البسمة

## أعمالها في الدراما اليابانية
- كاروتا كوماتشي
- هاتسوكوي كرونيكل
- هولمز في الشارع الثاني
- أغنية البداية
- أختي العزيزة (بالتعاون مع Jhameel، أسامي تاتشيبانا و تاكاشي أوماما)
- فايف

## أعمالها في الأنمي

### مسلسلات أنمي تلفزيونية
- سرالفة النهاية (بالتعاون مع هيرويوكي ساوانو, تاكافومي وادا و أسامي تاتشيبانا)
- سرالفة النهاية: معركة ناغويا (بالتعاون مع هيرويوكي ساوانو, تاكافومي وادا و أسامي تاتشيبانا)

## أعمالها في ألعاب الفيديو
- فالهايت رايزينغ

## وصلات خارجية
- ميغومي شيرايشي على موقع IMDb (الإنجليزية)
- ميغومي شيرايشي على موقع ميوزك برينز (الإنجليزية)
- ميغومي شيرايشي على موقع قاعدة بيانات الفيلم (الإنجليزية)
- ميغومي شيرايشي على موقع ANN person (الإنجليزية)

- صفحة IMDb